# Saint-Angel (Allier)
Saint-Angel település Franciaországban, Allier megyében. Lakosainak száma 753 fő (2022. január 1.). Saint-Angel Bizeneuille, Chamblet, Deneuille-les-Mines, Désertines, Doyet, Montluçon, Néris-les-Bains, Saint-Victor és Verneix községekkel határos.

## Népesség
A település népessége az elmúlt években az alábbi módon változott:
| Lakosok száma | 451  | 548  | 629  | 729  | 754  | 747  | 754  | 761  | 761  | 753  |
|               | 1968 | 1982 | 1990 | 2006 | 2013 | 2015 | 2017 | 2019 | 2020 | 2022 |